# رسلمانیا ۲۶
رسلمانیا ۲۶ بیست‌وششمین دوره مسابقات رسلمانیا کشتی حرفه‌ای که توسط دبلیودبلیوئی و به صورت تماشای پولی در ورزشگاه دانشگاه فینکس در گلندیل حومه فینیکس، آریزونا برگزار شد.

این رسلمانیا نخستین رسلمانیایی است که در ایالت آریزونا انجام شده و سومین باری است که در ورزشگاه سر باز برگزار شده‌است.

در نخستین بازی آندرتیکر به مصاف شاون مایکلز رفته و با پیروزی خود به رشته مسابقات بدون شکست در رسلمنیا (۱۸ برد و ۰ باخت) دست یافت.
مسابقه دوم بر سر کمربند دبلیودبلیوئی قهرمانی جهان بود که جان سینا با شکست دیوید باتیستا توانست از آن خود کند. در سومین دیدار کریس جریکو با شکست (برنده مسابقه رویال رامبل) اج (کشتی‌گیر) کمربند قهرمانی سنگین‌وزن جهان (دبلیو دبلیو ای) را پیش خود نگه داشت.
بلیت‌های این رویداد در ۷ نوامبر ۲۰۰۹ به فروش عمومی رسید. دبلیودبلیوئی با برگزاری این رویداد توانست ۴۹ میلیون دلار درآمد داشته باشد.

## نتایج
1. یوشی تاتسو در مقابل کی چک رایدر
برنده : یوشی تاتسو
2. گروه شومیز (بیگ شو و د میز) در مقابل جان موریسون و رون کیلینگز بر سر کمربند تیمی
برنده : گروه شومیز
3. رندی اورتن در مقابل کودی رودز در مقابل تد دیبیاسی جونیور
برنده : رندی اورتن
4. جک سوئگر در مقابل کریسچن در مقابل دولف زیگلر در مقابل کین در مقابل مت هاردی در مقابل شلتون بنجامین در مقابل ایوان بورن در مقابل درو مک‌اینتایر در مقابل کوفی کینگستون بر سر مانی این د بانک (پول در بانک)
برنده : جک سوئگر
5. تریپل اچ در مقابل شیمس
برنده : تریپل اچ
6. ری‌میستریو در مقابل سی‌ام پانک
برنده : ری‌میستریو
7. برت هارت در مقابل وینس مک‌من
برنده : برت هارت
8. کریس جریکو در مقابل اج (کشتی‌گیر) بر سر کمربند قهرمانی سنگین‌وزن جهان
برنده : کریس جریکو
9. میشل مک کول و لیلا ال و ماریس اوئلت و آلیشا فاکس و ویکی گررو در مقابل میکی جیمز و کلی کلی و ایو تورس و گیل کیم و بث فینیکس
برنده : میشل مک کول و لیلا ال و ماریس اوئلت و آلیشا فاکس و ویکی گررو
10. جان سینا در مقابل دیوید باتیستا بر سر کمربند دبلیودبلیوئی قهرمانی جهان
برنده : جان سینا
11. آندرتیکر در مقابل شاون مایکلز
برنده : آندرتیکر (هجدهمین پیروزی بدون شکست در رسلمنیا)